# Spathodus erythrodon
Espèce
Statut de conservation UICN

 LC (needs updating) : Préoccupation mineure
Spathodus erythrodon est une espèce de poissons de la famille des cichlidés endémique du lac Tanganyika en Afrique